# Kurt Maflin
Kurt Maflin, född 8 augusti 1983 i Lewisham, London, norsk snookerspelare.
Maflin hade stora framgångar som junior, och representerade då England. Han gick till final i både den engelska under-13- och under-15-mästerskapen, och blev den förste i historien att vinna under-17-mästerskapen två år i rad, 1999 och 2000. Han gick även till final i Europena Championship Final i Riga 2001, och kvalificerade sig samma år för första gången till snookerns Main Tour.
Maflin lyckades dock inte behålla sin plats på touren, och flyttade kort därefter till Norge, till sin norska flickvän, snookerspelaren Anita Rizzuti. Han bytte även medborgarskap till norskt. Därefter har Maflin i olika omgångar ramlat ur och återkvalificerat sig till touren. Hans största framgångar har varit en finalplats i kvalturneringen till Masters 2008, där han föll mot Barry Hawkins, samt att ha lyckats kvalificera sig för China Open 2011.
Maflin har även åstadkommit ett maximumbreak, det skedde i första deltävlingen i Players Tour Championship 2010/2011.